# La Ferté-Milon
La Ferté-Milon es una comuna francesa, situada en el departamento de Aisne, de la región de Alta Francia.

## Geografía
La Ferté-Milon está ubicada a orillas del río Ourcq, a 25 km al suroeste de Soissons.

## Demografía
| 1 680 | 1 629 | 1 695 | 1 948 | 2 208 | 2 109 | 2 292 | 2 123 |
| Para los censos de 1962 a 1999 la población legal corresponde a la población sin duplicidades (Fuente: INSEE [Consultar]) |       |       |       |       |       |       |       |

## Personas destacadas
- Jean Racine (1639-1699), dramaturgo